# Василёво (Калязинский район)
Василёво — деревня в Калязинском районе Тверской области. Входит в состав Алфёровского сельского поселения . До 2006 года была центром Василёвского сельского округа.
Расположена в 12 км к югу от Калязина на автодороге «Сергиев Посад—Калязин».

## История
По данным 1859 года деревня имела 194 жителя при 24 дворах. Во второй половине XIX — начале XX века деревня относилась к Сущевской волости Калязинского уезда Тверской губернии. В 1869 году крестьянами братьями Кубышкиными основано валяльное заведение, которое к 1910 году производило в год свыше 30 тыс. пар валяной обуви.
В 1997 году в деревне имелось 115 хозяйств, центральная усадьба колхоза (СПК) «1-е Мая», ДК, библиотека, неполная средняя школа, медпункт, отделение связи, магазин; обелиск воинам-землякам, павшим в Великой Отечественной войне, краеведческий музей.

## Население
| 1859 | 1888 | 1997 | 2002 | 2010 |
| ---- | ---- | ---- | ---- | ---- |
| 194  | ↗277 | ↗327 | ↘284 | ↘243 |